# Gemaal Rozema
Het Gemaal Rozema is een gemaal bij Termunterzijl in Oost-Groningen, dat in 2000 in gebruik is genomen door het toenmalige waterschap Eemszijlvest. Het nam de functie over van het nabijgelegen Gemaal Cremer uit 1931, dat toe was aan vervanging als gevolg van de bodemdaling door de aardgaswinning in de provincie Groningen. Het is behouden gebleven als museumgemaal.

## Bouwhistorie
Het Gemaal Rozema draagt de naam van Harry Rozema, waterbouwkundige van het waterschap Eemszijlvest, dat de opdracht voor de bouw had gegeven. De kosten van de bouw zijn voor 80% gefinancierd uit het bodemdalingfonds dat in 1984 werd opgericht en de rest is betaald door het waterschap. Het gemaal vergde een investering van ongeveer 40 miljoen gulden (zo’n 18 miljoen euro). Verder werd nog circa 45 miljoen gulden uitgegeven aan gerelateerde werken zoals en verbreden van het Termunterzijldiep, de verplaatsing van de aanlegplaatsen in de haven en een verbindingskanaal tussen het Oosterhornkanaal en het Termunterzijldiep.

## Beschrijving
Het gemaal bestaat uit vier schroefcentrifugaalpompen, waarvan drie met een capaciteit van 650 m³ per minuut. De vierde heeft een capaciteit van 750 m³ per minuut, allemaal bij een opvoerhoogte van 4,5 meter. Vier Caterpillar aardgasmotoren, elk met een vermogen van 935 pk, drijven de pompen aan. De vierde pomp heeft ook als taak het dichtslibben van de haven en de sluis van Termunterzijl te voorkomen. Door water via de speciaal aangelegde bypass te lozen, worden de vaargeul en de haven op diepte gehouden door de waterstroming die het slib afvoert.
De gemaal rust op een gewapende betonconstructie. Hierin zijn alle water gerelateerde objecten in opgenomen, zoals de instromingen naar de pompen, de vispassage en de pompenkelder. De bovenbouw telt vier kamers met in elke kamer een machine met pompaandrijving. Aan de beide zijkanten van het hoofdgebouw is er een ruimte voor een noodstroom aggregaat en transformatoren.